# 郧阳汉江公路大桥
郧阳汉江公路大桥，旧称郧县汉江公路大桥，是位于中国湖北省十堰市郧阳区的一座双塔斜拉桥，跨越汉江，是  209国道上的重要桥梁，也是湖北省“八五”期间交通建设重点项目和中华人民共和国交通部交通科技“通达计划”中的新技术开发项目。大桥全长601米，主跨414米，桥面总宽度15.6米，其中行车道宽9米，两侧各设宽1.5米的人行道。于1990年11月7日开工建设，1994年1月28日竣工，1994年2月1日通车。是中国第一座地锚式大跨度预应力混凝土斜拉桥。

## 设计
桥梁跨度布置为86+414+86米，平衡重锚固桥台及锚孔主梁长度均为43米，另设桥头搭板与路基相连，全长601米。索塔采用宝石型空心索塔，每塔每侧设25对斜拉索呈双斜面半扇形密索体系布置，岸索有21对锚固在平衡重锚固桥台上，标准索距主梁上为8米，锚固桥台上为2米，索塔上为1.2米；桥面以上塔高90.62米，索塔全高108.5米。主梁为三向预应力混凝土三室单箱截面，两边室为三角形，箱梁中心处梁高为2米，行车道顶板设1.5%双向横坡，箱梁全宽顶部15.6米，底部6.6米，底板厚均为20厘米。大桥通航净空120×8米，设计抗震烈度为6度，设计抗风速40米/秒。

## 建设历程
1987年8月17日，郧县汉江大桥建设领导小组成立；9月14日，《汉江大桥可行性研究报告》完成初稿；11月10日，建设领导小组在武汉第一次正式向湖北省计划委员会和湖北省交通厅递交了正式报告；12月20日，建设领导小组在北京向中华人民共和国交通部和水电部汇报了汉江大桥修建事宜。
1988年1月14日，郧县汉江大桥可行性研究讨论会在郧县召开；3月8日，郧县政府与湖北省交通规划设计院正式签订了《郧县汉江公路大桥勘查合同》；3月9日，湖北省交通规划设计院选点对汉江大桥位置桥头接线进行了勘测；3月20日，汉江大桥指挥部正式成立；10月8日，湖北省交通厅、湖北省计划委员会、郧阳地区行署在郧县联合召开了郧县汉江大桥初步设计技术方案评议会，全国桥梁专家小组14人一致同意了湖北省交通规划设计院的初步设计方案；11月2日，湖北省计划委员会下达了《关于郧县汉江大桥初步设计方案的批复》的文件。
1989年4月26日，汉江大桥指挥部召开会议，专题研究大桥筹建和集资问题。尽管郧阳地区和郧县努力争取到了无偿资金和贴息贷款，但建桥资金仍然只筹集到一半。1989年11月8日，郧阳地区行署专员王启刚在郧县主持召开了汉江大桥集资现场办公会。此后，在郧县掀起了集资建桥的热潮。
1990年9月18日，经公平竞标后，湖北省交通厅批复同意了四川省桥梁工程公司为施工中标单位。1990年11月7日，郧阳汉江大桥正式破土动工。
1994年1月28日大桥竣工，2月1日，郧县举行了汉江公路大桥试通车典礼；4月16日，汉江大桥静、动载实验顺利完成。1995年9月8日，由中华人民共和国交通部、湖北省计划委员会、湖北省交通厅、十堰市政府组成的验收委员会，对郧阳汉江公路大桥进行了正式验收，并评定工程质量等级为优良。